# 洪德斯哈根
洪德斯哈根（德語：Hundeshagen，發音：[hʊndəsˈhaːɡn̩]）是德国图林根州艾希斯费尔德县曾经的一个市镇，面积13.38平方千米，2016年12月31日人口为1,155人。2018年7月6日，洪德斯哈根并入市镇莱讷费尔德-沃尔比斯。